# Języki mande
     Języki bantu
     Języki kwa
     Języki kru
     Języki senufo
     Języki benue-kongijskie (grupa zachodnia)
     Języki woltyjskie
     Języki adamawa-ubangi
     Języki mande
     Języki atlantyckie

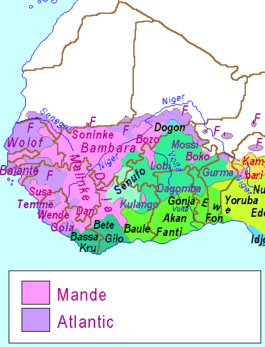
Zasieg

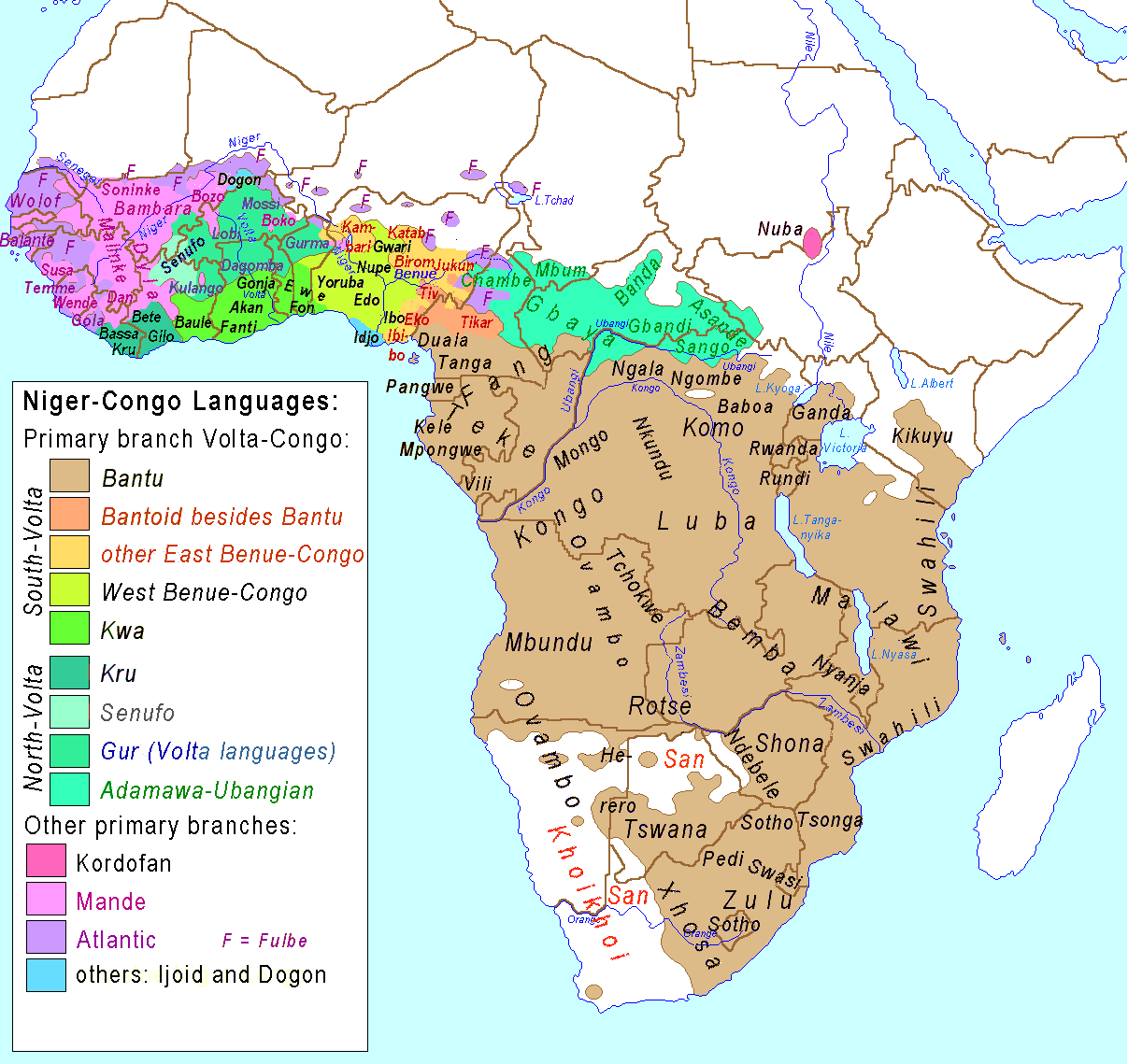
Mapa języków nigero-kongijskich:
Języki bantu
Języki kwa
Języki kru
Języki senufo
Języki benue-kongijskie (grupa zachodnia)
Języki woltyjskie
Języki adamawa-ubangi
Języki mande
Języki atlantyckie

Języki mande – języki należące do rodziny języków nigero-kongijskich, według niektórych klasyfikacji na równi z językami atlantycko-kongijskimi i językami kordofańskimi. Grupa obejmuje 26 języków, którymi posługują się ludy Mande w krajach Afryki Zachodniej, m.in. w Gambii, Gwinei, Gwinei Bissau, Senegalu, Sierra Leone, Mali, Liberii, Burkina Faso i Wybrzeżu Kości Słoniowej. 
Do języków mande zaliczają się m.in.: malinke, mandinka, soninke, bambara, diula, mende, susu, wai i kpelle.
Są językami tonalnymi, a tony pełnią w nich przeważnie funkcję rozróżniania form gramatycznych.